# Columbia, Connecticut
Columbia är en kommun (town) i Tolland County i delstaten Connecticut, USA med cirka 4 971 invånare (2000). Den har enligt United States Census Bureau en area på 57,0 km².